# Pittosporum dallii
Pittosporum dallii är en tvåhjärtbladig växtart som beskrevs av Thomas Frederic Cheeseman. Pittosporum dallii ingår i släktet Pittosporum och familjen Pittosporaceae. Inga underarter finns listade.